# ExpressJet Airlines

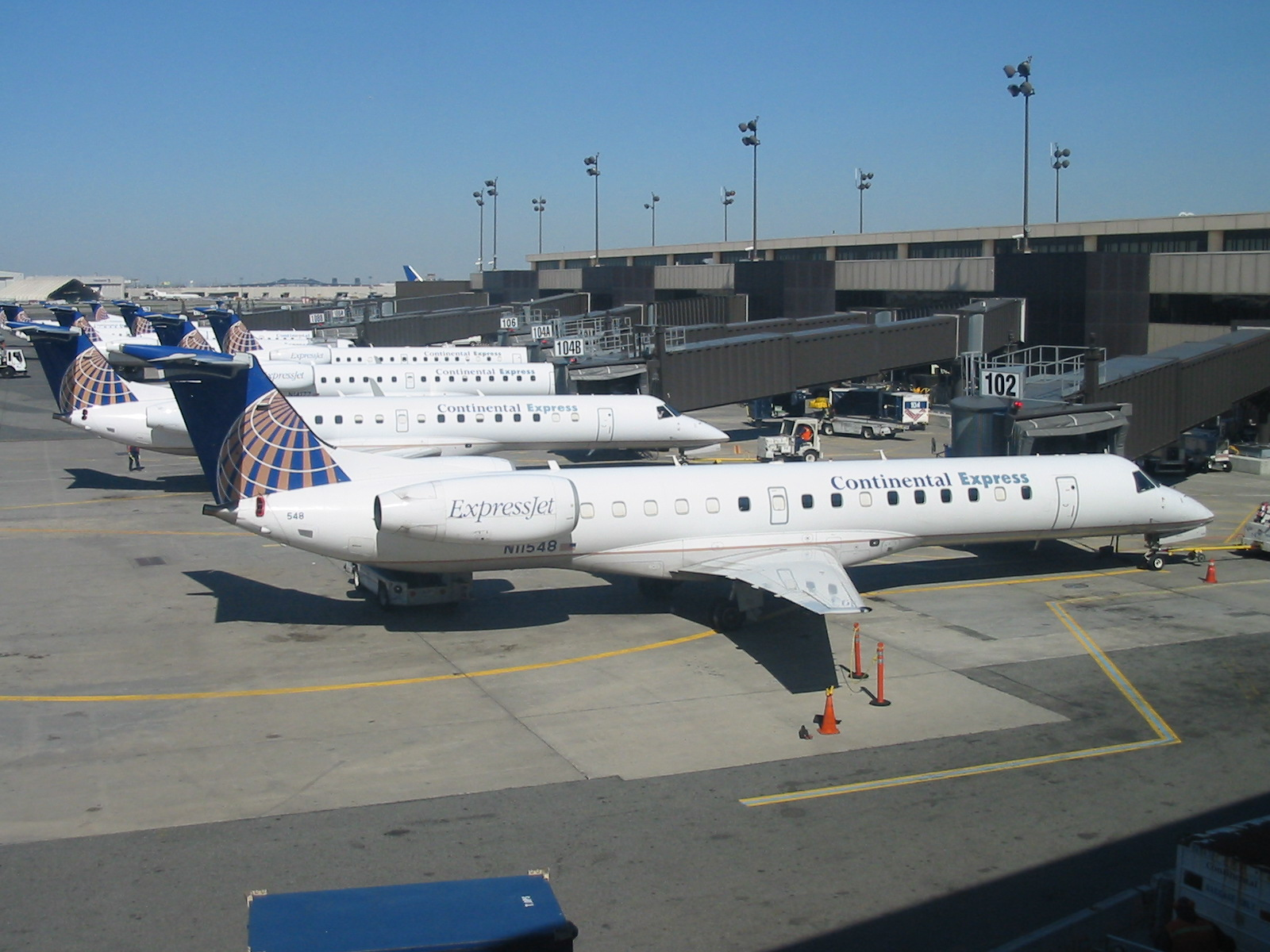
Terminal C op Newark Airport

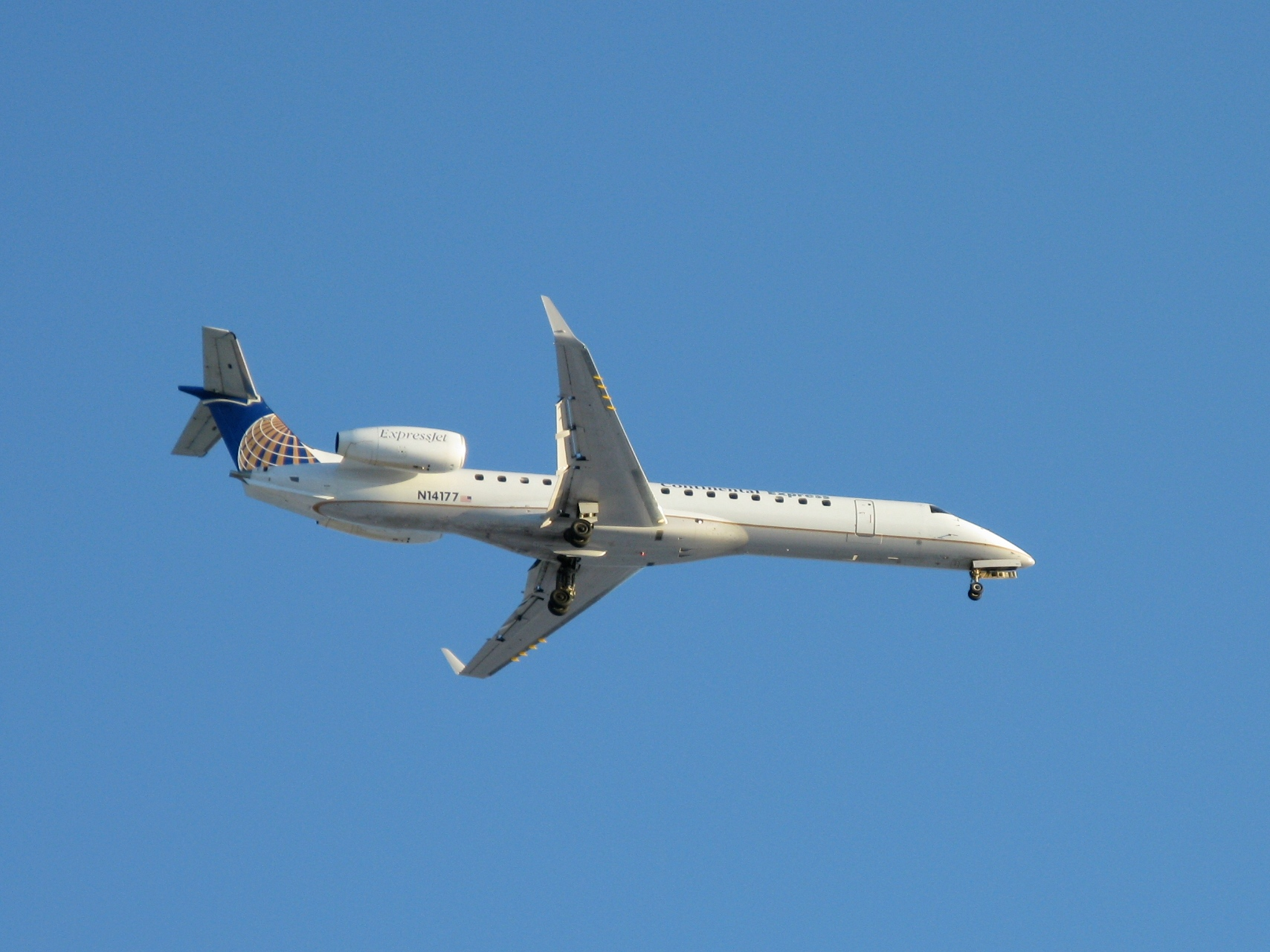
Embraer ERJ 145 van ExpressJet Airlines

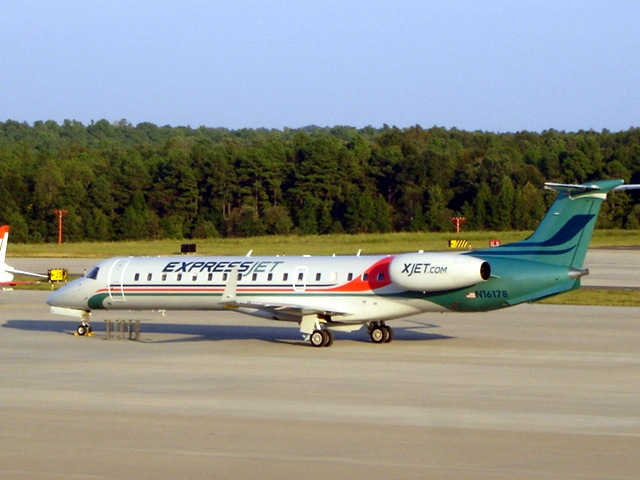
Vliegtuig van ExpressJet op Durham International Airport

ExpressJet Airlines is een Amerikaanse regionale luchtvaartmaatschappij gevestigd in Houston, Texas.

## Bestemmingen

### Verenigde Staten
Arizona:
- Tucson

Californië:
- Fresno
- Long Beach
- Monterey
- Ontario
- Sacramento
- San Diego
- Santa Barbara

Colorado:
- Colorado Springs

Florida:
- Jacksonville
- Miami

Idaho:
- Boise

Louisiana:
- New Orleans
- Shreveport

Missouri:
- Kansas City

Nebraska:
- Omaha

Nevada:
- Reno

New Mexico:
- Albuquerque

North Carolina:
- Raleigh

Oklahoma:
- Oklahoma City

Texas:
- Austin
- El Paso
- San Antonio

Virgina:
- Norfolk
- Roanoke

Washington:
- Spokane

## Vloot
| Aantal | Type            | Passagiers | Opmerkingen                                                                 |
| ------ | --------------- | ---------- | --------------------------------------------------------------------------- |
| 244    | Embraer ERJ 145 | 50         | 214 geëxploiteerd als Continental Express, 30 gebruikt voor chartervluchten |